# Tengku Zainab
Tengku Zainab binti Tengku Sri Utama Raja Muhammad Petra bin Tengku Petra Semerak Ibni Sultan Ahmad (Kelantan, 7 agosto 1917 – Kota Bharu, 10 gennaio 1993) è stata Raja Perempuan di Kelantan dal 1960 al 1979 e Raja Permaisuri Agong della Malaysia dal 1975 al 1979.

## Primi anni di vita
Tengku Zainab nacque nel Kelantan il 7 agosto 1917.

## Matrimonio
Il 4 giugno 1939 sposò Yahya Petra ibni Almarhum Sultan Ibrahim Petra di Kelantan, che all'epoca deteneva il titolo di Tengku Temenggung.
Il 9 agosto 1956 le fu concesso il titolo Tengku Ampuan Mahkota (proprio della consorte del principe ereditario) dal sultano Ibrahim. Lo stesso giorno ricevette anche un'onorificenza.
Nel 1960, il marito divenne sultano e sua moglie fu proclamata Raja Perempuan o regina. Prese il titolo di "Raja Perempuan Zainab II" in quanto la seconda moglie del suocero era conosciuta anche come Raja Perempuan Zainab. A Tengku Zainab fu conferito l'Ordine famigliare reale nel primo anniversario dell'investitura del marito.
Servì come Raja Permaisuri Agong della Malesia durante il regno di suo marito come Yang di-Pertuan Agong dal 21 settembre 1975 al 29 marzo 1979.
Alla morte del marito, avvenuta il 29 marzo 1979, tornò nel Kelantan, dove guidò il suo unico figlio, Ismail Petra, nello svolgimento delle sue funzioni.

## Doveri e interessi
Tengku Zainab accompagnò il consorte nelle sue visite ufficiali in vari paesi, dandogli la possibilità di assolvere i suoi compiti come Raja Perempuan e Raja Permaisuri Agong.
La sovrana era una persona gentile che amava fare opere di beneficenza. Infatti fu presidente di varie organizzazioni sociali, come l'Associazione guide di Kelantan e l'Istituzione delle donne.
Era dedita alla decorazione del palazzo e alla cucina. Amava anche fare opere artigianali, raccogliere oggetti d'antiquariato e dedicarsi al giardinaggio.

## Morte
Tengku Zainab morì all'Istana Negeri di Kota Bharu il 10 gennaio 1993 all'età di 75 anni.